# Perplessità
In teoria dell'informazione, la perplessità è una misura dell'incertezza riguardo al valore di un campione tratto da una distribuzione di probabilità discreta. 
È una misura di predicibilità legata all'entropia: maggiore la perplessità, meno probabile che un osservatore riesca a predire un valore estratto dalla distribuzione.
Il termine è stata proposto originariamente nel 1977 in un lavoro di F. Jelinek et al. sul riconoscimento vocale.
Essa è molto usata nell'apprendimento automatico e nella modellizzazione statistica.

## Definizioni
La perplessità {\displaystyle PP} di una distribuzione discreta {\displaystyle p} è definita come segue:
{\displaystyle \displaystyle {\rm {PP}}(p)\triangleq 2^{\mathbb {H} (p)}=2^{-\sum _{x}p(x)\log _{2}p(x)}=\prod _{x}p(x)^{-p(x)}}
dove {\displaystyle \mathbb {H} (p)} è l'entropia (in bit) della distribuzione e {\displaystyle x} varia su tutti gli eventi, i valori che una variabile aleatoria {\displaystyle X} con distribuzione {\displaystyle p} può assumere.  
Si noti che la base del logaritmo non è necessariamente {\displaystyle 2}, essendone la perplessità indipendente a patto che entropia ed esponenziale usino una stessa base. 
Dato un insieme di dati {\displaystyle {\cal {D}}}, con la relativa distribuzione empirica {\displaystyle p_{\cal {D}}}, si possono misurare le qualità predittive di  {\displaystyle p} su {\displaystyle {\cal {D}}} mediante la seguente definizione della perplessità: 
{\displaystyle \displaystyle {\rm {PP}}(p_{\mathcal {D}},p)\triangleq 2^{\mathbb {H} _{ce}(p)}}
dove {\displaystyle \mathbb {H} _{ce}} denota l'entropia incrociata delle due distribuzioni. 

## Riferimenti
- Jelinek, F.; Mercer, R. L.; Bahl, L. R.; Baker, J. K. (1977). "Perplexity—a measure of the difficulty of  speech recognition tasks". The Journal of the Acoustical Society of America. 62 (S1): S63. bibcode:1977ASAJ...62Q..63J. doi:10.1121/1.2016299. ISSN 0001-4966.